# 保安官エヴァンスの嘘 〜DEAD OR LOVE〜
『保安官エヴァンスの嘘 〜DEAD OR LOVE〜』（ほあんかんエヴァンスのうそ デッドオアラブ）は、栗山ミヅキの日本の漫画。『週刊少年サンデー』（小学館）にて、2017年20号から2022年21号まで連載された西部劇コメディ漫画。
開拓時代を舞台とした本作では、とある開拓地の保安官エルモア・エヴァンスが、最強のガンマンとして恐れられながらも、女にもてるために奔走する様子や、ヒロインである賞金稼ぎオークレイとのかかわりが描かれている。
作者の栗山はWEBサンデーの「サンデーまんが家BACKSTAGE」によせたコメントの中で、編集者から出された案のうち、最も冗談半分だったアイデアを漫画にしたと明かしている。

## あらすじ
とある開拓地の町で保安官をしているエルモア・エヴァンスは、金にも名誉にも色気にも靡かず、いつ如何なる時も冷静沈着に職務をこなすことで評判だった。ただし、これは彼の表向きの姿。内心では女性にもてることばかり考えていた。

## 登場人物

### 主要人物
エルモア・エヴァンス
本作の主人公。ポンチョとテンガロンハット、それに載せた丸縁のサングラスがトレードマーク。銃だけでなく捕縄術も超一流の腕前を持っており、名前を聞いただけで全ての犯罪者が震え上がるとまで言わしめる完璧な保安官として知られている。だがそれは他人から見た彼の姿で、本当は女性にモテることだけを考えて職務をこなす、年齢＝恋人いない歴の非モテ保安官。
サザンリーフ州のマークウェストで数々の手柄を立てたことにより「西部一の保安官」として住人からの信頼が厚い。
尊敬する父から女性にモテる秘訣の数々を教え込まれ、それを常日頃から実践しているが、関係者（エヴァンス本人を含む）の勘違いや巡り合わせの悪さのせいで上手く行かないことが多い。実は複数の女性から好意を持たれていることが多いが、本人は気付いていない。ただモテるという欲望のために子供のころから訓練を続けて超一流のガンマンとしての才能を開花させたり、勤務外の見回りを毎日のように続けたりと、モテるための努力ならば一切惜しまない性格。後述のフィービーを異性として気に掛けており「向こうから告白してくるのであれば付き合ってやらなくもない」のスタンスを崩さない。しかしフィービーがエヴァンス一筋であるのに対して、エヴァンスの方は(チャンスがあるなら)フィービー以外の異性でもOKというスタンスで、節操が無い。下戸であり、ダンスが苦手で、人の顔をよく忘れたり、お化けが怖いなどの数多い弱点を持つが、その都度父の教えに由来する何かしらのカッコつけによって窮地に陥ることを回避している。
フィービー・オークレイ
本作のヒロインで賞金稼ぎの碧眼金髪ショートヘアの女性。10代のころから各地の射撃大会を総ナメにする程の天才射撃少女として名を馳せていたがエヴァンスに敗北して以来、彼をライバル視して何かと張り合ってくる。本人の回想およびエヴァンスの見立てによるとエヴァンスとほぼ同い年の模様。犯罪者の検挙数こそエヴァンスの後塵を拝しているが、彼女も負けず劣らずの腕を持っている。射撃一筋の人生を送ってきた恋愛経験0の生娘のため、エヴァンスへの感情が恋心によるものかが自分でもイマイチよくわかっていない。しかしエヴァンスとはお互いに気になっている相手でありやはり「向こうから告白してくるのであれば付き合ってやらなくもない」と、逢う度にお互い常にやきもきしている。エヴァンスと逢う度に彼女なりのアプローチをかけているが、大抵は上手くいかず空回りしている。エヴァンス関係で照れ隠しの嘘をつく際に、右手を首にあてる癖がある。体の線が浮き出ないような野暮ったい服を着ていることもあってか、作中の他の女性キャラクターに比べてやや骨太に描かれている。服装への関心が薄く、白のブラウスにジーンズ地のノースリーブのワンピースにトレードマークの大きなリボンという出で立ちをいかなる時でも通しており、町での買い物、後述のサルーンの手伝い、ダンスパーティ、自らの誕生日パーティ、そして婚活パーティにすらその服装であったのだが、Chapter99では給仕服姿を見せ、Chapter123では友人の勧めで買った服装を見せた。作中では「モンスター生娘」と称されている。賞金稼ぎとしての仕事がない時は家主への感謝および情報収集およびエヴァンスを鑑賞する目的で下宿しているサルーンの手伝いをしている。
テッド・ホール
エヴァンスの保安官助手を務める少年。エヴァンスのことを一部の隙もない完璧な保安官と心の底から信じ込んで憧れている。本人にはまったく悪気はないのだが、無自覚に問題を持ち込んで来たり、エヴァンスのモテる為の工作を台無しにしてしまったりと、トラブルメーカーとなってしまっている。口が軽く、他人のプライベートな情報も新聞記者に話してしまうなど、保安官としての腕は一流とは言えないが、エヴァンスも驚くような妙な才能を発揮する時がある。回を重ねるにつれて、その推理力および洞察力はよりましており、エヴァンスが思い出せない人物を過去の調書から推察して見せたり、聞き込みで窃盗犯の嘘を見抜いたりと「できた助手」としての素質を見せるようになった。
カート・エヴァンス
エヴァンスの父。当初はエヴァンスの回想シーンだけに登場。幼いころのエヴァンスに女性にモテる秘訣の数々を教え込んだが、その中には倫理的に疑問がある教えも含まれている。よく考えるとモテる男に対するただの僻みでしかない教えもある。彼も凄腕のガンマンで、エヴァンスの銃の腕前は彼の薫陶による賜物。エヴァンスは常に彼の教えを判断基準にして行動しているが、逆にその教えを愚直に守りすぎて失敗することが多い。5年前に結婚記念日を忘れて妻の怒りを買い旅に出て、現在は流浪の凄腕ガンマン「名無しのカート」として有名である様子。
『バウンティ・ハンター・パニック』編後半で息子・エルモアと再会。射撃の腕はもちろん、アビーへの効果的なアプローチの数々から、息子に「衰えてないな。親父」と賞賛されている。なお、行く当てのないデートに連れまわしたことで妻には頭が上がらず、息子への射撃指導をする間は条件として「禁煙令」を強いられていた。
アビー・アープ
『バウンティ・ハンター・パニック』編から登場。政府の役人「連邦保安官助手」である女性。エヴァンスに極秘の任務を持ちかける。いろんなことを気にしすぎる神経質な性格で他人に不快感を与えているのではと不安になる自意識過剰なところがある。トーン川から護送対象である「モリス似の男」を脱出させようとエヴァンスに持ち掛け、「モリス似の男」には名無しのカートことカート・エヴァンスを護衛に着けた。当初ナンパ目的で近づいてきたカートにはビジネスパートナー以上の感情を抱きつつある。占いに入れ込んでおり、強盗団のリーダーが正体を隠すためにやっている占いにハマり、開運の首飾りを購入してしまうほどである。
マクスウェル・クエイド
エヴァンスと同じ目的で保安官を目指す若者。軽薄でお茶らけた言動をテッドにたしなめられることが多い。保安官は「守って倒す」べしというエヴァンスの教えに、保安官という職をナメていたことに気づく。しかしその直後、やはり保安官はモテるという真理に再び気づき、再度保安官を目指すことにした。
ルーベン・ウェイン
かつてエヴァンスが保安官助手として師事したマークフラッグ村の保安官。かつての部下であるエヴァンスを自慢に思っており、その威光を借りて女性に「すごい」と言われる事を好む見栄っ張りである。無法者七人を無傷で無力化し、二丁拳銃で同時に二人の無法者の銃を撃ち落とすなど実力は高いが、エヴァンスには流石に劣る上、フィービーにも「無駄な動きが多い」と評されている。長編エピソード『ペテンの証明』では右腕を負傷し、無法者を制圧する役割をエヴァンスとフィービーに譲ったが、後日その負傷はエヴァンスに助けを乞うための口実であり、自らの手に余る事件の助力を得るための狂言であることが判明した。

### その他の賞金稼ぎ、賞金首
リズ・アイゼンハート
盗賊を生業とし、賞金首として手配されている程の女性。トラブルから偶然にもエヴァンスの家に招かれてしまう。彼の正体を知ってからは適当に誤魔化して逃げるつもりであったが、自分を追ってくる賞金稼ぎからの逃走劇の途中に言われたエヴァンスの言葉を聞いて改心し、罪を償って人生をもう一度やり直すために自首してきた。幼いころに悪人に財産を丸ごと奪われ、生きていくために盗賊に身を窶した過去がある。
ダグラス・クリーフ
リズを追いかけてきた賞金稼ぎの男。ならず者に怯える人達に不当な用心棒代を要求した挙句に、脅迫して財産を根こそぎ奪い去るなど実質的にただの犯罪者といっても差し支えのない人物。リズに財産を持ち逃げされた際に妻に浮気がバレ、その腹いせに彼女を追いかけ回している。既婚者で浮気者という、エヴァンスにとってはもっとも受け入れがたいタイプの人間。その後、エヴァンス暗殺計画においてエヴァンス宅強襲を仕掛け、エヴァンスとフィービーによって御用になっている。
ジェントル・ドレッド
紳士のような服装とドレッドヘアが特徴の賞金首。内通者を利用し、体調不良になっていたオークレイを出し抜く用心深さを見せたが、オークレイがセクシーパブで働くつもりなのだと勘違いで乱入してきたエヴァンスによって、気付かれぬままにドアに挟まれ昏倒させられ逮捕された。
マシュー・ジェイムズ
ケープボール州で自警団を務めていたイケメンのお尋ね者。西部一のガンマンの称号であるエヴァンスを打ち倒すべくやってきたが、実力はエヴァンスの足下にも及ばない。しかし現時点でオークレイが唯一取り逃がしていることが語られている。常に複数の女性を侍らせており、その言動がいちいちエヴァンスの神経を逆なでしている。しかし悪人という訳ではなく、お尋ね者になってしまったのも所属していた自警団内で横行していた過剰なリンチを止めようとした結果。
シャーリー・ランドー
イカサマポーカーなどの軽犯罪を犯してはエヴァンスに度々捕まっている女犯罪者。職業柄故か、色仕掛けを行ったり、テッドから銃を気付かれないようにスリ取ったりと意外と手練手管に長けている。後に凝りもせずに軽犯罪を犯して捕まったが、その際に激怒したフリのエヴァンスに説教を受け、今度こそ本気で反省した模様。
ラーク
西の荒野に名を轟かせる大物賞金首。籠城戦を得意とし追手を退け続けた実力者で「待ち伏せ（ルーキン）ラーク」の異名を持つ。追手との戦いで手負いとなっているのをエヴァンスに見抜かれたことをきっかけに犯罪から足を洗い、大人しく逮捕された。
ヘイデン
『バウンティ・ハンター・パニック』編で登場。かつてはエヴァンスに「お縄」になったギャングの下っ端だったが、現在は賞金稼ぎ。エヴァンスに集まった賞金稼ぎたちの名前を教えるが、当のエヴァンス本人は1人も知らなかった。
エド・ウィリアムス
凄腕の賞金稼ぎであり、「Dead or alive(生死を問わず)」と書かれている場合は必ず賞金首を殺すことを身上としている。名無しのカートことカート・エヴァンスには足元にも及ばなかったが、保安官エヴァンスとの再度対峙することを宣言し、去っていった。その後エヴァンスとは麻薬がらみの賞金首を追って何度か対峙するが、なぜかエヴァンスが購入したばかりのエロ本を麻薬の現物と勘違いする事が多いため、エヴァンスには「自分の目的に共感したと見せかけて、くだらないもの(エロ本)を掴ませられた」と認識している。
ジェーン・アドラー
テッドが保安官助手を始めるより以前にエヴァンスによって逮捕されたことがある女スリ師。裏社会でエヴァンスが賞金首となっていることを知り、エヴァンスに近づいて暗殺しようと目論む。スリの腕前によってエヴァンスの銃を奪うことができたものの、自分の銃もエヴァンスに奪われていたことに気づかず御用となった。
ミシェル・クックス
元は名家の使用人をしていたが、その家の金品を盗んで姿を消すなどの罪を重ねた窃盗の常習犯。エヴァンスに職質されたところ、「エヴァンスが声をかけてきたのはナンパだと決めつけた対応をする」ことでまんまと逃げきる。しかし逃げた先では賞金首を殺害することをいとわない賞金稼ぎエド・ウィリアムスに狙われたため、エヴァンスに保護を求めた。後日、牢獄でフィービーとエヴァンスに泣き落としの大嘘をついて脱獄を図ったが、テッドにそれを見抜かれており、またエド・ウィリアムスを恐れるために脱獄を諦めた。
カレン・コールダー
判事暗殺の罪で高額の賞金が懸けられた投げナイフの達人の賞金首である。エヴァンスとオークレイによって追跡を受けていたが、砦跡に追い詰められて御用となった。非常にスカートが短く、追いかけるエヴァンスを性的に惑わせた。
ナイジェル・パッカー
「飲めばたちまちモテる水」や「視力がよくなるドリンク剤」を売りつける悪徳商人。
ニセモノのエヴァンス
エヴァンスの管轄外の村でエルモア・エヴァンスを名乗って村中の娘を30人近くも自宅に集めて連日パーティを開いていた。屋敷に潜入したエヴァンスおよびフィービーによって御用になる。顔を常に隠しており、フィービーの言では「(エヴァンスとは)まぁまぁ惜しいぐらい(に似ている)」であるものの、その村娘たちからは「全然違うわ！」「そんなんじゃない！」「よくそれで調子に乗れたわね！」と散々な評価だった。
エリック・ワイズ
「好きな人の写真をウィスキーに漬けると思いが成就する」等の恋のおまじないを流行らせる作家。婚活パーティを数多く主催し、多くのカップルを成立させるものの、「自らが男性参加者として女性参加者に声をかける」「高額な惚れ薬をあぶれた参加者に売りつける」などの不正と思わしき行為を繰り返していた。最終的には惚れ薬は偽物と認め、エヴァンスとフィービーによるおとり捜査によって御用となった。
シャロン・ライミ
99戦無敗の実力を持ち、100勝目の相手に相応しい相手として、エヴァンスとフィービーに決闘を申し込んだ女ガンマン。エヴァンスとフィービーのうち、より強いほうとの決闘を願い、何日でも待つほどにその思いは強い。そしてフィービーに決闘を断られた後にエヴァンスには「(決闘に勝ったら)なんでも言う事をきいてあげる」という条件を出すほどである。しかし実力のほどはエヴァンスに遠く及ばず、あえなく返り討ちとなる。

### その他の登場人物
メリッサ・レイン
エヴァンスを密着取材しにきた女性新聞記者。生真面目だがややドジな一面がある。エヴァンスの表向きの姿もあってか好意を持っていたようだが、最終的にお互いすれ違いの連続により、エヴァンスは有名女優と結婚するのだと勘違いし、結局は上手くいかずに終わった。長編『マティの逃亡』で再登場。エヴァンスとフィービーを夫婦と勘違いし、前述の有名女優との関係を浮気と誤解する。後にマティがマークウェストに遊びに来た時に誤解は解けた。
ケイティ・クラウン
銀行家の父と外国貴族の母を両親に持つ名家の娘。隣町までの旅の護衛にエヴァンスとオークレイを指名してきた。最初はあくまでも「安心」を買うという意味でエヴァンスを護衛に指名しただけだったが、自分の夫になれば莫大な資産も手に入るという誘惑にも一切靡かなかったエヴァンスが気になっている。
ローザ
オークレイの友人の少女。オークレイによれば、内気だけど行動力や思いやりもあるが、恋愛は長続きしないうえに切り替えが早すぎて一途さに欠けると悪い評価が多かったが、実はオークレイを喜ばせようと彼女の誕生日パーティーにエヴァンスを招待するサプライズを計画していた良き友人。
ジェニファー
テッドの友人の少女。テッド達とのコンパの人数合わせにエヴァンスを誘おうとした。
トニーノ・レオーネ
エヴァンスとオークレイの銃をメンテナンスするガンスミス。銃の整備士としての腕は確かだが、仕事中は身なりも気にせず銃に向かい合う。エヴァンスに対して冗談を言うほど気さくで明るい性格である。オークレイに気があり、メンテナンスを早く終わらせて、整備代金の代わりにデートに誘うほどである。しかしデートに誘っている最中に偶然出会ったエヴァンスに銃の修理を頼まれると、その場でオークレイへのデートの誘いを切り上げるなど、職人としての意識は高いようである。
マティ・ブリッジス
長編エピソード『マティの逃亡』で登場したエンパイヤ・オークシティの銀行家の娘。ギャングの人質となったところを単独で逃げ出したところ、偶然駅で居合わせたエヴァンスとフィービーに「娘」として保護される。父親が自分の身代金を出し渋っていたという情報を誤解していたこともあってか、当初は性格は実に不躾で横柄であり、出会った当初はエヴァンスもフィービーも苛立たせていた。しかし無関係な者を犠牲にするわけにはいかないという強い意志を持ち、フィービーを救おうとしたこともある。最終的には父親との和解し、フィービーを父親の後妻に据えるように提案するようになる。後日マークウェストに単独で遊びに来た模様。
アニー・マクレガー
牛泥棒に狙われていたマグレガー牧場を、エヴァンスが退治してくれたことを恩に思っており、お礼にケーキを焼いて保安官事務所に来訪した人妻である。しかし折り悪くこの時のエヴァンスは暗殺者への警戒心を強めていたため、暗殺者と勘違いされていた。
トーマス・フォード
3人の娘を持つ資産家。町はずれの野党が出る地域のホテルに滞在する際に、エヴァンスを護衛に着けた。
メアリー・フォード
フォード家の長女。料理が得意。エヴァンスを自宅に招いて手料理を振舞おうとした。
キャロル・フォード
フォード家の二女。ピアノが得意。エヴァンスに来訪してピアノの演奏を見せようとした。
エル・フォード
フォード家の三女。マッサージが得意。エヴァンスにこの場でマッサージをしようとした。
ノーナ・ファニング
馬の育成・販売・貸し出しを行う牧場であるフェルドスタインファームに務める無口な女性。当初、エヴァンスは彼女を自分のファンであると認識していたが、実際には助手であるテッドのファンであったため、エヴァンスにはその勘違いをあざ笑うような態度を幾度となくとっている。休日にビリヤード場でテッドとデートしたり、保安官事務所に出入りしたりと、テッドと付き合っているかのような描写がなされているが、付き合っていると明言されているわけではない。人が嘘をついているかどうかを見極める能力を持ち、賞金首をかくまう店主の嘘を見抜いたり、麻薬が入っていると思われていたカバンの中身が別物であることを見抜いたりもした。
ヘレナ・ハリントン
武器密売を仕切る賞金首「やり手のビリー」をかくまったビリヤード場の店主。
ヘイリー・ロス
長編エピソード『ペテンの証明』で登場したマークフラッグ村の少女。兄が婚活サギに引っかかっていたところをルーベン・ウェインに相談し、エヴァンスを頼った。
ワンダ・ロバーツ
長編エピソード『ペテンの証明』で婚活サギや偽ホレ薬などの数々の悪事が発覚したエリック・ワイズのさらなる醜聞を求めてルーベンとヘイリーに取材を申し込んだタブロイド紙のゴシップ記者。しかし根拠のない情報源を嫌い、また命の恩人であるルーベンを紙面上で「優秀な保安官(Wayne : Excellent Sheriff)」と書くなど、職業意識はそれなりに高い模様。
ジェシカ・アドラー
トニーノの妹弟子のガンスミス見習い。口が悪く殺気立った雰囲気により、エヴァンスや年配の顧客からも恐れられている。しかし、空気を読めないクエイドが次々と彼女に愚痴や要望を繰り出した際には、悪態を吐きつつも全て実行し、「飲み物が欲しい」「部屋が寒い」「ゲームがしたい」といった無茶ぶりにも対応するなど、口や態度は悪いものの実際には客の言いなりである。
セルジオ・ヴァレリ
トニーノとジェシカの師匠のガンスミス。

## 書誌情報
- 栗山ミヅキ『保安官エヴァンスの嘘 〜DEAD OR LOVE〜』小学館〈少年サンデーコミックス〉、全20巻
  1. 2017年9月15日発売[4]、ISBN 978-4-09-127688-9
  2. 2017年12月18日発売[5]、ISBN 978-4-09-127878-4
  3. 2018年2月16日発売[6]、ISBN 978-4-09-128087-9
  4. 2018年5月18日発売[7]、ISBN 978-4-09-128250-7
  5. 2018年9月18日発売[8]、ISBN 978-4-09-128394-8
  6. 2018年12月18日発売[9]、ISBN 978-4-09-128716-8
  7. 2019年3月18日発売[10]、ISBN 978-4-09-128886-8
  8. 2019年6月18日発売[11]、ISBN 978-4-09-129177-6
  9. 2019年9月18日発売[12]、ISBN 978-4-09-129335-0
  10. 2019年12月18日発売[13]、ISBN 978-4-09-129455-5
  11. 2020年3月18日発売[14]、ISBN 978-4-09-129562-0
  12. 2020年6月18日発売[15]、ISBN 978-4-09-850081-9
  13. 2020年9月18日発売[16]、ISBN 978-4-09-850177-9
  14. 2020年12月18日発売[17]、ISBN 978-4-09-850286-8
  15. 2021年3月17日発売[18]、ISBN 978-4-09-850398-8
  16. 2021年6月17日発売[19]、ISBN 978-4-09-850534-0
  17. 2021年9月17日発売[20]、ISBN 978-4-09-850647-7
  18. 2021年12月17日発売[21]、ISBN 978-4-09-850647-7
  19. 2022年3月17日発売[22]、ISBN 978-4-09-850878-5
  20. 2022年6月17日発売[23]、ISBN 978-4-09-851150-1

## 反響
本作は第1話が掲載された時点から注目を集めた。
ニュースサイトのダ・ヴィンチは、読者からギャグマンガとしての高い評価が寄せられたことや、冒頭のカラーページだけで作風がわかるという意見を取り上げ、第1話のつかみとしては最高のスタートをきったとしている。